# 荒川湾岸橋
荒川湾岸橋（あらかわわんがんきょう）は東京都江東区新木場と江戸川区臨海町の間の荒川（荒川放水路）および中川に架かる首都高速湾岸線の橋である。首都高速道路では横浜ベイブリッジに次いで4番目に長い橋梁である。
両側に隣接して荒川河口橋が架かる。荒川河口橋開通直後の7月16日の交通量は212900台と1.8パーセント緩和してきている。

## 概要
- 道路の路線名:首都高速湾岸線
- 形式：鋼上路7径間ゲルバートラス橋[4]
- 場所
  - 左岸：東京都江東区新木場四丁目地先
  - 右岸：東京都江戸川区臨海町六丁目地先
- 橋種：7径間上路式連続トラス橋[5]
- 橋長：840メートル[5][4]
- 幅員：45.5メートル
- 支間長：150メートル[5]
- 完工年：1975年（昭和50年）[2]
- 開通：1977年（昭和52年）1月[4]

## 東日本大震災での損傷
トラス部材が損傷し、2011年3月11日から21日まで補修工事のため通行止めとなった。

## 隣の橋
- 荒川・中川

（上流） - 清砂大橋 - 荒川河口橋 - 荒川湾岸橋 - 荒川河口橋 - 荒川橋梁 - （下流）